# Acruroperla atra
Acruroperla atra is een steenvlieg uit de familie Austroperlidae. De wetenschappelijke naam van de soort is voor het eerst geldig gepubliceerd in 1921 door Šámal.